# بالما سوريانو
بالما سوريانو (بالإنجليزية: Palma Soriano)‏ هي مدينة، تتبع سانتياغو دي كوبا، بلغ عدد سكانها 76500 نسمة، رمزها البريدي هو 92610.

## أعلام
- أنا فيديليا كيروت
- خورخي مولينا إنريكيز
- توني كاستانيو